# Herman van Leeuwen
Hermanus Nicolaas (Herman) van Leeuwen (Amsterdam, 8 juni 1884 - aldaar, 7 februari 1926) was een Nederlandse gymnast en hoogspringer die aan de Olympische Spelen meedeed.

## Loopbaan
Van Leeuwen vertegenwoordigde Nederland op de Olympische Spelen van Londen in 1908 op de onderdelen turnen en hoogspringen. Het Nederlandse turnteam eindigde als zevende (297,0 punten) en Van Leeuwen eindigde met turnen 95e individueel (101 punten). Bij het hoogspringen sprong hij in de 3e poule 1,55 m, waarmee hij zich niet voor de finale wist te plaatsen.
Het Nederlandse thuisfront had overigens hooggespannen verwachtingen gehad ten aanzien van de hoogspringkansen van Van Leeuwen. Hij had immers in Rotterdam, met een plank zonder veer over een touw, 1,90 m gesprongen. In Londen bleek echter dat hij vanaf de grond over een lat moest springen. Toch had na de selectiewedstrijden in Rotterdam in De Revue der Sporten al de volgende waarschuwing gestaan: Van Leeuwen uit Amsterdam won met 1,90 meter het hoogspringen voor de kampioengymnast Bruchez van Hercules Rotterdam met 1,80 meter: Bij deze prestaties moet men in aanmerking nemen dat er met een niet erg horizontaal hangend touwtje en met een springplank gewerkt werd, terwijl men in Londen straks over de lat moet komen bij een afzet op de begane grond. Wordt het geen tijd om in ons land dat springlijntje en de plank af te schaffen?
De vaderlandse pers was genadeloos in zijn kritiek over het debacle in Londen. Niemand van de 21 man sterke atletiekdelegatie kwam verder dan zijn serie, of haakte anderszins voortijdig af. Nederland bleek ver achter te liggen bij de ontwikkelingen in de toonaangevende landen.
Herman van Leeuwen, die lid was van Plato in Amsterdam, werd eenmaal Nederlands kampioen, in 1914 bij het hoogspringen zonder aanloop. Hij was ook de eerste officiële Nederlandse recordhouder bij het hoogspringen (met aanloop): in 1910 sprong hij zonder plank en met lat over 1,58, een jaar later gevolgd door 1,60.
Van Leeuwen werd later gemeentelijk inspecteur Lichamelijke Opvoeding in Amsterdam.

## Nederlandse kampioenschappen
| Onderdeel                     | Jaar |
| ----------------------------- | ---- |
| hoogspringen (zonder aanloop) | 1914 |

## Persoonlijk record
| Onderdeel    | Prestatie | Jaar |
| ------------ | --------- | ---- |
| hoogspringen | 1,63 m    | 1908 |